# Don Giovanni o sia Il convitato di pietra
Don Giovanni o sia Il convitato di pietra è un'opera lirica in un atto di Giuseppe Gazzaniga.
Ispirata a L'ingannatore di Siviglia e il convitato di pietra di Tirso de Molina, è andata in scena per la prima volta il 5 febbraio 1787 al Teatro San Moisè di Venezia.
Agli inizi del 1787, verosimilmente sull'onda del successo di quest'opera, il Nationaltheater di Praga commissionò a Wolfgang Amadeus Mozart la composizione del celebre Il dissoluto punito ossia il Don Giovanni, rappresentato sul palcoscenico il 29 ottobre 1787.

## La trama
Notte, di fronte alla villa del Commendatore. Pasquariello attende il suo padrone, Don Giovanni, che si è introdotto in casa del nobile per sedurne la figlia (N.1, La gran bestia è il mio padrone).
Ma la tentata violenza non riesce: Don Giovanni fugge inseguito dalla donna che lo vuole smascherare. Il trambusto attira l'attenzione del Commendatore, che si precipita per soccorrere la figlia. L'uomo sfida a duello lo sconosciuto, ma ne viene mortalmente ferito. Don Giovanni e Pasquariello fuggono.
Rientrata, Donna Anna scopre il cadavere del padre; il Duca Ottavio, suo promesso sposo, la soccorre e le promette di vendicarla (N.2, Vicin sperai l'istante).
Nel frattempo, Don Giovanni e Pasquariello sono giunti nei pressi del casino di Donna Ximena fuori delle mura di Villena. Poco dopo giunge una carrozza da cui smonta una donna accompagnata da due servi (N.3, Povere femmine).
Quando Don Giovanni le si avvicina riconosce in lei Donna Elvira da lui già sedotta e che ora lo cerca disperata d'amore, si trova in imbarazzo e scappa all'interno del villino. Si allontana in fretta lasciando il povero Pasquariello a tentare di placare la donna: egli non può far altro che rivelarle la natura del carattere di costui e l'infinita serie delle sue conquiste (N.4, Dell'Italia ed Alemagna). Donna Elvira però non vuole arrendersi.
Intanto nel Casino Don Giovanni si dichiara a Donna Ximena e si dichiara il più fedele e il più costante uomo che vi sia al mondo (N.5, Per voi nemmeno in faccia).
Intanto, un gruppo di contadini festeggia le nozze di Maturina e Biagio (N.6, Bella cosa per una ragazza). Intenzionato a sedurre la fresca sposina, Don Giovanni litiga con Biagio e lo prende a schiaffi per il suo sdegno (N.7, A me schiaffi sul mio viso!). Rimasto solo con la giovine la invita a seguirlo e le si dichiara. Maturina infine cede alle proposte del libertino (N.8, Se pur degna voi mi fate) e lo porta nella sua casa.
Nonostante il successo delle sue nuove conquiste, Don Giovanni si trova nella spinosa situazione di dover fronteggiare tutte e tre le donne, alle quali non riesce a tenere nascosta l'esistenza delle altre: tra Donna Elvira e Maturina, infatti scoppia un litigio (N.9, Per quanto ben ti guardo).
Presso un bosco, il Duca Ottavio ha fatto riporre il corpo del Commendatore nel mausoleo che lui stesso si era creato in vita: nello stesso luogo arrivano Don Giovanni e Pasquariello. Il cavaliere, al colmo della sua empietà, fa invitare a cena dal servo la statua del Commendatore. Ma la statua, tra lo stupore dei due, accetta l'invito (N.10, Signor Commendatore).
I due decidono di ritornare a casa, dove il servo  ha introdotto Donna Elvira, che tenta di convincere l'amato a pentirsi dei suoi peccati (N.11, Sposa più a voi non sono). La donna, vedendo che le sue richieste non hanno effetto, se ne va, lasciando così mangiare in pace Don Giovanni. Ma a un certo punto qualcuno bussa alla porta: il cameriere di Don Giovanni, dopo aver visto chi ha bussato, fugge via spaventato. 
Alla porta è apparso nientemeno che il Commendatore, il quale vuole invitare lui stesso Don Giovanni a cena da lui (N.12, Di vil cibo non si pasce). Il cavaliere accetta, ma il tocco freddo della mano della statua lo fa raggelare: Don Giovanni, inorridito, precipita nelle furie all'inferno.

## Numeri musicali
- 0 Sinfonia
- 1 Introduzione La gran bestia è il mio padrone (Pasquariello, Don Giovanni, Donna Anna, Il Commendatore)
- 2 Aria Vicin sperai l'istante (Duca Ottavio)
- 3 Cavatina Povere femmine (Donna Elvira)
- 4 Duetto Dell'Italia ed Alemagna (Pasquariello, Donna Elvira)
- 5 Aria Per voi nemmeno in faccia (Don Giovanni)
- 6 Cavatina con coro Bella cosa per una ragazza (Maturina, Biagio)
- 7 Aria A me schiaffi sul mio viso (Biagio)
- 8 Aria Se pur mi fate degna (Maturina)
- 9 Duetto Per quanto ben ti guardo (Donna Elvira, Maturina)
- 10 Duetto Signor Commendatore (Pasquariello, Don Giovanni)
- 11 Aria Sposa più a voi non sono (Donna Elvira)
- 12 Finale Far devi un brindisi alla città (Don Giovanni, Pasquariello, Lanterna, Il Commendatore, Donna Elvira, Maturina, Donna Ximena, Duca Ottavio)

## Incisioni discografiche
| Anno | Cast (Don Giovanni, Pasquariello, Donna Elvira, Maturina, Duca Ottavio)                           | Direttore      | Etichetta |
| ---- | ------------------------------------------------------------------------------------------------- | -------------- | --------- |
| 1956 | Herbert Handt, Carlo Cava, Rosanna Carteri, Anna Maria Rota, Antonio Pirino                       | Nino Sanzogno  | Andromeda |
| 1963 | Fernando Jacopucci, James Loomis, Maria Luisa Giorgetti, Maria Grazia Ferracini, Rodolfo Malcarne | Herbert Handt  | Nuova Era |
| 1991 | John Aler, Jean-Luc Chaignaud, Pamela Coburn, Julie Kaufmann, Robert Svendens                     | Stefan Soltesz | Orfeo     |
|      | Douglas Johnson, Ferruccio Furlanetto, Luciana Serra, Elzbieta Szmytka, Carlo Alemanno            | Bruno Weil     | Sony      |